# سمفونی شماره ۹۵ (هایدن)
سمفونی شماره ۹۵ در دو مینور، هوبوکن یک/۹۵ (Hoboken I/95)، سومین سمفونی از مجموعهٔ دوازده سمفونی لندن (شماره‌های ۹۳–۱۰۴) اثر یوزف هایدن است. از میان این مجموعهٔ ۱۲گانه، سمفونی شماره ۹۵ تنها سمفونی با گام مینور است. همچنین، تنها سمفونی از این مجموعه است که مقدمهٔ آهسته ندارد.
هایدن سمفونی ۹۵ را در سال ۱۷۹۱ و جزو مجموعهٔ سمفونی‌های سفرِ نخستش به لندن تصنیف کرد. این اثر نخستین بار در تالارهای «میدان هانوفرِ» لندن و به رهبریِ خودِ آهنگساز اجرا شد.

## سازبندی و موومان‌ها
سمفونی شماره ۹۵ هایدن برای ارکستر کلاسیک متشکل از فلوت، دو ابوا، دو فاگوت (باسون)، دو کُر (هورن)، دو ترومپت، تیمپانی، و سازهای زهی سازبندی شده‌است.
اجرای کاملِ این اثر به‌طور معمول حدودِ ۲۰ تا ۲۲ دقیقه زمان می‌بَرَد.
این سمفونی، مانند سایر «سمفونی‌های لندنِ» هایدن، چهار موومان دارد:
1. آلِگرو مُدِراتو (با فرم سونات؛ در دو مینور، در انتها دو ماژور)
2. آندانته (با فرم سونات، در می بِمُل ماژور)
3. منوئه – تریو (با فرم سه‌گانه، دو مینور؛ تریو در دو ماژور)
4. فیناله: ویواچه (با فرم روندو، دو ماژور)

تِمِ آغازینِ موومان چهارم:
دو میزانِ این تِم، پایهٔ بخشِ وسیعی از کنترپوانِ میانیِ موومان است.